# Astilla

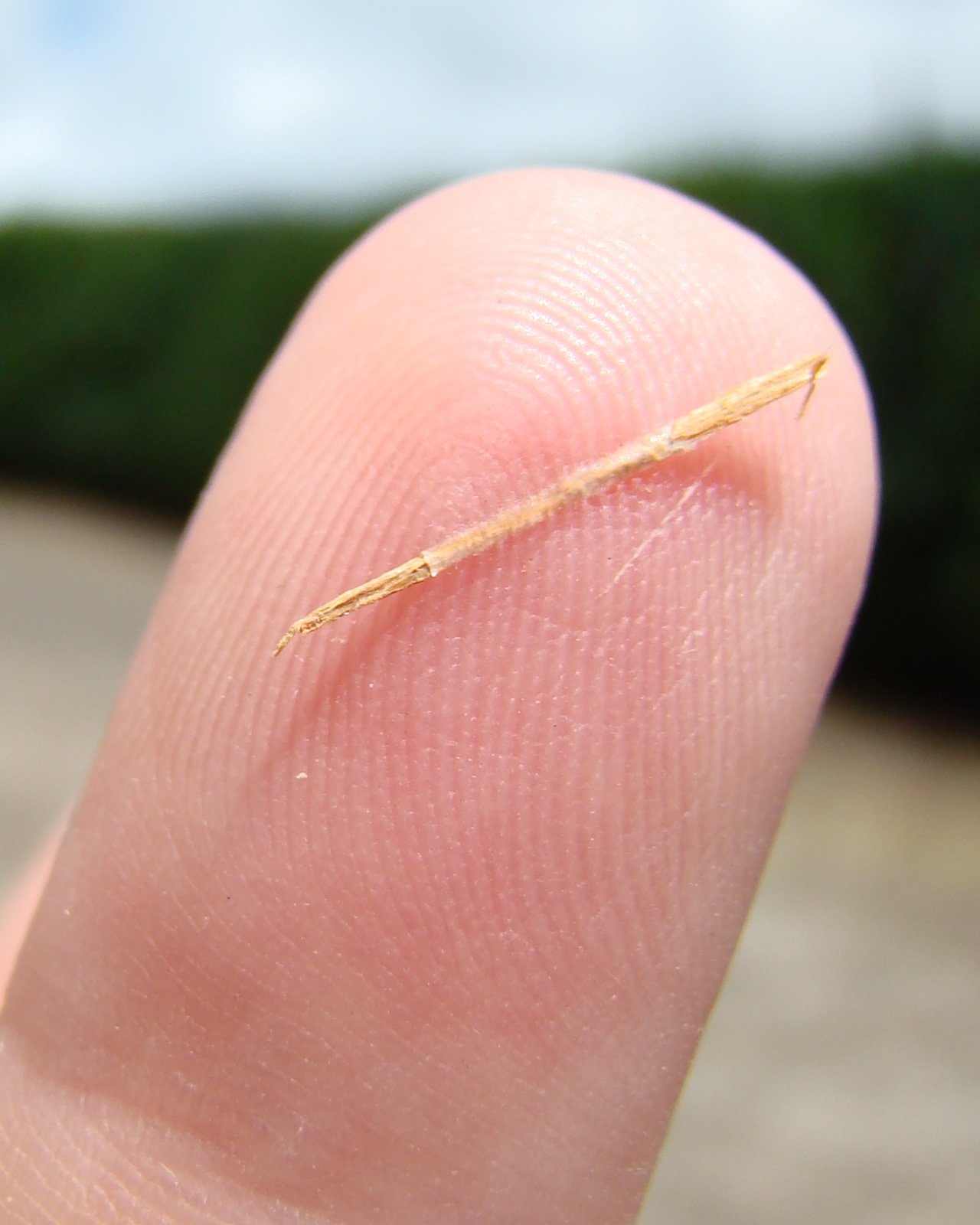
Astilla

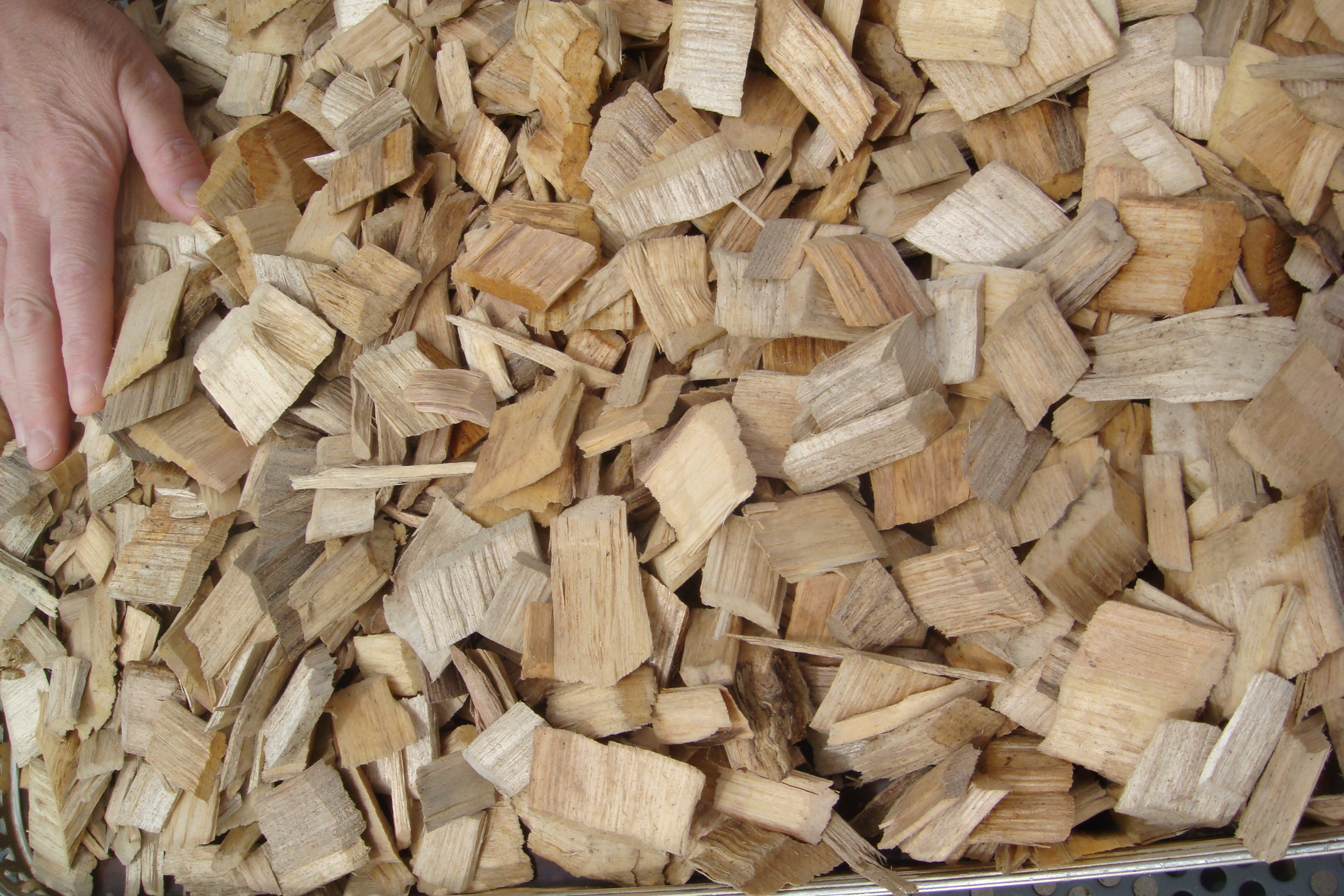
Las astillas se pueden usar como biomasa, combustible sólido y son materia prima para producir pulpa de madera

Una astilla es un fragmento de madera.
Cuando se habla de una astilla, por lo general se piensa en madera. Hay muchos tipos de astillas comunes distintos de la madera, tales como vidrio, plástico, metal y espinas de animales.